# 国際コミュニケーション学部
国際コミュニケーション学部（こくさいコミュニケーションがくぶ）とは大学に置かれる学部の一つであり、国際コミュニケーション学を教育研究することを目的としている。
学生には在学中に英語をはじめとした多様な外国語を習得させ、それを活用したコミュニケーションを行えるだけのスキルを身に付け、卒業後は国際分野でのビジネスの現場で活躍できるだけの人材へと成長させることを目指している。
国際コミュニケーション英語能力テストをはじめとした外国語に関する様々な資格取得のサポートもしている。

## 国際コミュニケーション学部（学科）を置く大学
- 群馬県立女子大学
- 武蔵野学院大学
- 専修大学
- 愛知大学
- 常磐会学園大学
- 関西国際大学
- 国際コミュニケーション学科
  - 山梨県立大学国際政策学部
  - 滋賀県立大学人間文化学部
  - 神田外語大学外国語学部
  - 東洋英和女学院大学国際社会学部
  - 阪南大学国際学部
  - 大阪国際大学国際教養学部
  - 椙山女学園大学外国語学部

## 国際コミュニケーション学部（学科）を置いていた大学
- 淑徳大学（改組し消滅）
- 福岡国際大学（廃校）
- 椙山女学園大学（上記参照）
- 山梨県立大学（上記参照）